# USS Peril (AM-272)
USS Peril (AM-272) był trałowcem typu Admirable, który został zbudowany dla US Navy w czasie II wojny światowej. Jego głównym celem było trałowanie wód przybrzeżnych. W Marynarce służył najpierw na Atlantyku, później został przeniesiony na północny Pacyfik, gdzie był używany do szkolenia radzieckiej załogi, a później został wypożyczony ZSRR w ramach umowy lend lease.
Stępkę okrętu położono 1 lutego 1943 w stoczni Gulf Shipbuilding Co., Chickasaw (Alabama). Okręt wodowano 25 lipca 1943, matką chrzestną była Morris Sorbet. Okręt wszedł do służby 20 kwietnia 1944, dowódcą został Lt. Donald W. Phillips.

## Operacje na Atlantyku w czasie II wojny światowej
"Peril" opuścił Boston 5 lutego 1945 i udał się do Filadelfii, gdzie przeszedł przegląd od 8 do 27 lutego.

## Transfer do Floty Pacyfiku
Po zakończeniu przeglądu okręt przeszedł przez Kanał Panamski i później przez San Diego, Seattle i Kodiak na Alasce dotarł do Cold Bay, gdzie został zakotwiczony 28 kwietnia 1945. Tam otrzymał zadanie wyszkolenia 40 marynarzy i 4 oficerów radzieckich 1 maja 1945 oraz 32 marynarzy i 2 oficerów sowieckich 6 maja 1945.

## Transfer do Marynarki ZSRR
"Peril" został wycofany ze służby 21 maja 1945 i został przekazany Marynarce Radzieckiej. Otrzymał tam oznaczenie T-281. Później został zgłoszony jako zniszczony bądź utracony w czasie służby w rękach sowieckich. Uważa się, że został złomowany w ZSRR w 1956.